# هنري باين
هنري باين (بالإنجليزية: Henry Payne) هو رسام كارتون أمريكي، ولد في 1962.